# Лазар Мишев
Лазар Мишев Боцев е български революционер, деец на Вътрешната македоно-одринска революционна организация.

## Биография
Лазар Мишев е роден на 10 март 1881 година в тиквешкия град Кавадарци, тогава в Османската империя. В 1901 година завършва с шестнадесетия випуск Солунската българска мъжка гимназия и учителства в родния си град. Там става ръководител на Тиквешкия околийски комитет на ВМОРО заедно с Христо Попантов, Милан Попмихайлов, Александър Спирков и Иван Льомчев. Преди Илинденско-Преображенското въстание през пролетта на 1903 година става нелегален и секретар на Тиквешката чета на войводата Петър Юруков, а по време на самото въстание е самостоятелен войвода.
След въстанието през ноември 1903 година заминава за България, при дадена му амнистия се завръща в Кавадарци през 1904 година, но скоро е арестуван. След освобождението му отново се прибира в България.
При избухването на Балканската война в 1912 година е доброволец в Македоно-одринското опълчение в 3 рота на 2 скопска дружина.
Умира на 7 декември 1951 година в София.